# شعب التوشن
التوشن أو التيهوش هم شعب هندي، يقتات من الصيد وجمع الثمار سكن بباتاغونيا في الأرجنتين. ويعتبرون 'بدو الارجل'. حيث ان ثقافتهم متعلقة بالصيد وتجميع الثمار. تقع اقاليمهم بين شعب التيهوليش إلى الجنوب وشعب البويلش إلى الشمال.

في 1850 كان هناك ما يقارب 500 إلى 600 من شعب التوشن. لكنهم قد ذُبحوا في الإبادة الجماعية الأرجنتينية في باتاغونيا وقام بها المعروفون باسم غزاة الصحراء. في 1925 نجى فقط عشرة إلى اثنا عشر فرد من التوشن. كقبيلة يُعتبرون أمة منقرضة.

لغة التوشن هي تقريبا كليا غير معروفة. اللغويون يعتقدون من المعطيات القليلة المتوفرة أنها قريبة من التيهولشية؛ الشعب القاطن في جنوبهم.